# Whitby
För andra betydelser, se Whitby (olika betydelser).
Whitby är en liten stad och civil parish i kommunen North Yorkshire i grevskapet North Yorkshire på nordöstkusten i England. Stadens namn kommer från fornnordiska och betyder "vit by".  Den ligger 76 km från York vid utloppet av River Esk. Staden lever framför allt på fiskeindustrin och turism. Ruinerna av Whitby Abbey finns att beskåda. I Whitby ligger även ett Draculamuseum, då en del av Bram Stokers kända roman utspelar sig här.
I Whitby bröts tidigare beckkol, även kallat gagat.

## Synoden i Whitby

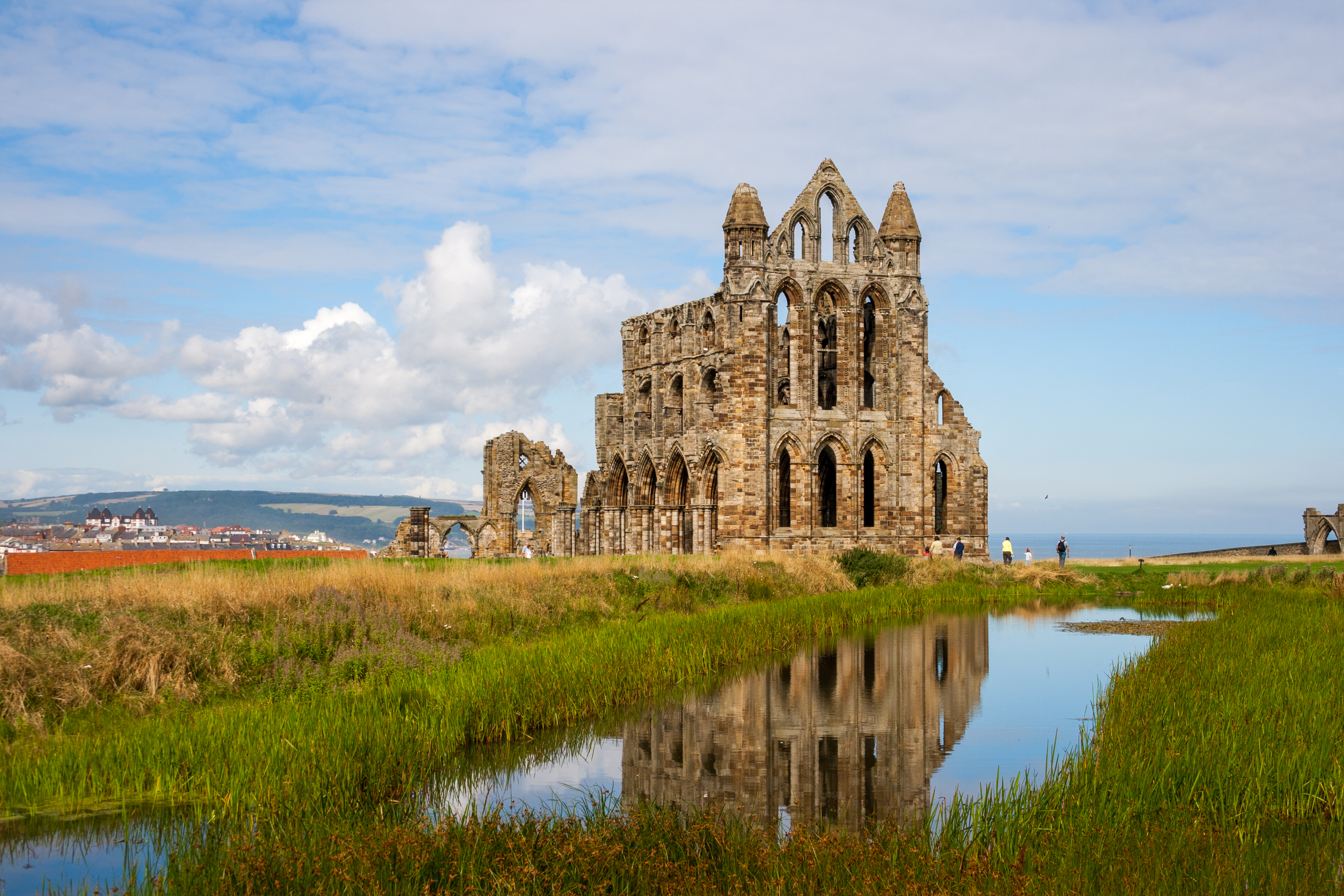
Klosterruinen Whitby Abbey härstammar från det medeltida kloster som uppfördes efter de danska vikingarnas härjningar. Av Hilda av Whitbys ursprungliga kloster finns idag inga lämningar.

Beda venerabilis beskriver att kung Oswiu av Northumbria år 664 sammankallade en synod i Whtiby för att avgöra om kyrkan i Northumbria skulle följa keltisk eller romersk rit. Den stora stötestenen var frågan om hur datumet för påsken skulle beräknas och på vilket sätt munkarnas tonsur skulle formas. Synoden i Whitby var den första i Northumbria, och det var prestigefyllt att kungen valde klostret Whitby Abbey och abbedissan och sedermera helgonet Hilda av Whitby som värd för mötet.
Efter långa diskussioner avslutades mötet med att kung Oswiu avgjorde att prästerna i Northumbria skulle följa den romerska praxisen. Synoden får anses avgörande för utvecklingen av den engelska kyrkan, som fram till dess vilat på två ben men nu allt tydligare ställde sig under påvens i Rom ledning.
Idag finns ett nytt, anglikanskt kloster på orten, grundat på 1915 och tillhörigt nunneorden Order of the Holy Paraclete. Orten fortsätter att vara viktig för Engelska kyrkan, och en av Yorks stifts suffraganbiskopar tituleras biskop av Withby.

## Vänorter
Whitby har tio vänorter:
- Anchorage, Alaska, USA
- Cooktown, Queensland, Australien
- Waimea, Hawaii, USA
- Port Stanley, Falklandsöarna, Storbritannien
- West Wyalong, New South Wales, Australien
- East Fremantle, Western Australia, Australien
- Nuku'alofa, Tonga
- Whitby, Ontario, Kanada
- Whitianga, Nya Zeeland
- Whitby, Nya Zeeland